# Cristina Guzmán
Cristina Guzmán é uma telenovela mexicana, produzida pela Televisa e exibida em 1966 pelo Telesistema Mexicano.

## Elenco
- Amparo Rivelles
- Enrique Rocha
- Aarón Hernán
- Teresa Grobois